# Sochondo
Sochondo (ros.: Сохондо) – masyw w górach Chentej, w azjatyckiej części Rosji, w Zabajkalu, przy granicy z Mongolią. Posiada dwa główne szczyty – Wielki Sochondo (Bolszoj Sochondo) o wysokości 2500 m n.p.m. (najwyższy szczyt w rosyjskiej części Chenteju; według niektórych źródeł 2499 lub 2505 m n.p.m.) oraz Mały Sochondo (Małyj Sochondo) o wysokości 2401 m n.p.m. (według niektórych źródeł 2404 m n.p.m.). Zbudowany jest głównie z dacytów. Jego część szczytowa jest nieporośnięta drzewami i momentami silnie wypłaszczona (tzw. golec); występują tam rumowiska skalne i tundra wysokogórska. Do wysokości 2000 m n.p.m. masyw porasta tajga sosnowo-modrzewiowa, powyżej występują głównie zarośla sosny karłowej, brzozy karłowatej i jałowca daurskiego. Na zboczach masywu znajdują się elementy rzeźby polodowcowej, m.in. kary i wzniesienia morenowe, a także liczne źródła rzek i potoków (w tym Ingody na zachodnim skłonie), oraz jeziora karowe (Narja, Ugdyri, Zołotoje, Szumundinskoje, Bukukunskoje).
Pierwsze odnotowane wejście miało miejsce w 1772 roku; na szczycie stanął wówczas Nikita Sokołow, jeden z członków ekspedycji badawczej Petera Simona Pallasa. Od 1973 roku masyw leży na obszarze Sochondyńskiego Rezerwatu Biosfery.